# Lawrence Foster
Lawrence Thomas Foster (ur. 23 października 1941 w Los Angeles) – amerykański dyrygent.

## Życiorys
Studiował w Los Angeles u Fritza Zweiga i Joanny Grauden. Odbył ponadto uzupełniające kursy mistrzowskie u Bruno Waltera i Karla Böhma. Debiutował z Young Musicians Foundation Debut Orchestra w 1960 roku. Od 1965 do 1968 roku był asystentem Zubina Mehty w Los Angeles Philharmonic Orchestra. W 1966 roku wygrał konkurs w Berkshire Music Center w Tanglewood, uzyskując Koussevitzky Memorial Conducting Prize. W latach 1969–1974 dyrygował gościnnie Royal Philharmonic Orchestra w Londynie. Od 1971 do 1978 roku był dyrektorem muzycznym Houston Symphony Orchestra. W latach 1979–1990 pełnił funkcję dyrygenta orkiestry filharmonicznej i opery w Monte Carlo. Od 1981 do 1988 roku był także dyrektorem muzycznym miasta Duisburga. W latach 1990–1998 był dyrektorem muzycznym festiwalu w Aspen. Pełnił także funkcję dyrygenta orkiestry kameralnej w Lozannie (1985–1990) i orkiestry symfonicznej w Jerozolimie (1988–1992). Od 1996 roku był dyrygentem orkiestry symfonicznej w Barcelonie.
Od 2019 do 2023 roku pełnił funkcję pierwszego dyrygenta Narodowej Orkiestry Symfonicznej Polskiego Radia w Katowicach.
W jego repertuarze znajduje się muzyka okresu romantyzmu i klasycyzmu, a także utwory współczesne.